# Мясниковы (деревня)
Мясниковы — деревня в Юрьянском районе Кировской области в составе Загарского сельского поселения.

## География
Находится на расстоянии примерно 6 километров на северо-восток от поселка Мурыгино.

## История
Известна с 1671 года как починок Демки Мязникова с 1 двором. В 1764 году учтено в ней 62 жителя. В 1873 отмечено дворов 29 и жителей 196, в 1905 39 и 266, в 1926 48 и 256, в 1950 35 и 116, в 1989 оставалось 14 жителей.

## Население
Постоянное население  составляло 6 человек (русские 100%) в 2002 году, 8 в 2010.